# Langenlois
Langenlois est une commune autrichienne du district de Krems en Basse-Autriche. La commune abrite le château de Gobelsburg, réputé pour ses vignobles.